# Кеннет Лі Пайк
Ке́ннет Лі Пайк (англ. Kenneth L. Pike; 9 червня 1912, Вудсток, штат Коннектикут — 31 грудня 2000, Даллас, Техас) — американський мовознавець, представник так званої Анн-Арборської школи американської дескриптивної лінгвістики, спеціаліст з фонетики і фонології, мовознавства, вивчення іноземних мов. Професор Мічиганського університету з 1955, президент Американського лінгвістичного товариства (Linguistic Society of America) з 1961.

## Наукова та дослідницька діяльність
Свого часу провів велику польову роботу з вивчення малознаних мов Азії, Африки, Америки та Океанії. Їздив у експедиції до Гватемали, Перу, Еквадору, Гани, Нігерії, Індонезії, Філіппін та в інші країни.
Найвідомішим його твором є програмна тритомна праця «Мова у відношенні до інтегрованої теорії структури людської поведінки» (1954—1960). В цій праці вчений намагався розробити універсальну таксономію людської поведінки. Також розробив тагмемну теорію — оригінальну модель граматичного опису мовних систем.
В галузі фонетики Кеннет Лі Пайк вперше запропонував для англійської мови систему дискретного моделювання інтонації (інтонаційні рівні). Також увів поняття «контурних» та «регистрових» музичних тонів. Також саме Пайку належить введений в 1954 році відомий розподіл лінгвістичних одиниць на системні «емічні» англ. emic та реалізучі «етичні» англ. etic, що поширило фонологічні ідеї на широке коло явищ.

## Життєпис
Народився 9 червня 1912 у Вудстоку штату Коннектикут. В 1933 закінчив Гордонський коледж у Бостоні де вивчав теологію. Хотів стати місіонером, але не зміг через слабке здоров'я. Продовжив освіту у тому ж коледжі. Влітку 1935 вступив до Літньої лінгвістичної школи в Кемп-Уайкліффі штату Арканзас. Тоді ж вступив до Уайкліфського товариства перекладачів Біблії та розпочав свої перші польові дослідження в Мексиці. В 1937 поступив до Мічиганського університету в Енн-Арборі, де його вчителем був Чарлз Фриз. В 1942 році отримав ступінь доктора філософії. З 1942 по 1979 був президентом Лінгвістичного інституту та директором його відділу в Оклахомі. З 1979 — заслужений директор Літнього лінгвістичного інституту у відставці. З 1948 року викладач, а з 1954 по 1977 роки професор Мічиганського університету, з 1977 — заслужений професор лінгвістики у відставці. Член Американського лінгвістичного товариства, а з 1961 року його президент. Член Американської лінгвістичної асоціації, Комітету фонетичної асоціації, Національної академії наук США, почесний доктор низки університетів.